# MPEG
Moving Picture Experts Group (MPEG) är en arbetsgrupp med ca 350 medlemmar grundad 1988. Gruppen består av representanter från både den akademiska världen och industrin och ansvarar för utvecklingen av ljud- och bildkodning (ljudkomprimering, bildkompression).
MPEG betecknar även ett digitalt film- och tv-standardformat.
Inom Europa är det dvb som specificerar användandet av MPEG (MPEG-2 eller MPEG-4) för digital-tv (inom USA heter organisationen ATSC för marksänd digital-tv och ISDB-T för Japan).
MPEG-filer använder filändelserna .mpeg, .mpg eller .mpe.

## Standarder
Arbetsgruppen MPEG har standardiserat följande komprimeringsformat:

### MPEG-1
Ljud- och videostandarder framtagen för bland annat CD-ROM tillämpningar, exempelvis för interaktiv utbildning. Inkluderar även det populära ljudkomprimeringsformatet lager tre, MPEG-1 Layer III eller vanligen förkortat (mp3).

### MPEG-2
Ljud- och videostandarder för tv. Används i de flesta DVD-filmer och digital-tv-utsändningar (i Europa är formatet för standardupplöst tv och i USA används även för högupplöst tv (hdtv).

### MPEG-3
Ursprungligen framtagen för hdtv, men ersatt av MPEG-2..

### MPEG-4
Ljud- och videostandarder för många olika tillämpningar, från smalbandiga såsom tv-i-mobilen till bredbandiga såsom HDTV. Senaste tekniken från MPEG, klarar att stödja ljud- och videoobjekt, 3D-innehåll, låg bitkodningshastighet samt hög kvalitet och stöd för digitala rättigheter. Finns i video versioner för Windows vid namn DivX och XviD. Den då hittills mest kompletta versionen av MPEG-4 för personligt bruk var Nero Digital. För framtida digitala TV-utsändningar har en speciell version tagits fram, MPEG4 AVC (Advanced Video Coding, formellt ISO/IEC MPEG-4 part 10, vilket är samma som ITU-T H.264).

### MPEG-7
Ett formellt system för att beskriva multimediainnehållet.

### MPEG-21
MPEG beskriver detta ramverk som en framtida standard för multimedia.
MPEG-1 är avsett för bithastigheter under 1,5 Mbit/s. MPEG-2 är mer generell och stöder olika bild- och ljudkvaliteter på hdtv och dvd. MPEG-4 är en helt annan typ av format som används för s.k. objektorienterad kodning; till exempel kan signaler skickas vid olika tillfällen över olika kanaler och man kan blanda vektorbaserade bilder med pixelbaserade.

## MPEG-filens delar
En MPEG-fil består av tre delar: I bild- och ljuddelarna finns specificerat hur signalerna är komprimerade och i systemdelen specificeras hur informationen är paketerad och hur alla delarna ska sättas samman vid uppspelning (multiplexeras till en strukturerad dataström).

## Teknisk beskrivning
MPEG-kodningen är en destruktiv komprimeringsmetod (kodtexten kan inte omvandlas till ursprunglig klartext). I förstörande komprimering tas sampler av bilden eller ljudet, transformeras först till ett frekvensrum och klipps sedan av till små kvantiserade segment. De kvantiserade värdena ersätts sedan med entropikoder.
MPEG-1, MPEG-2 och MPEG-4 har ytterligare ett steg innan själva komprimeringen äger rum. Här används endast skillnaden mellan ett bildinnehåll och dess föregående, och denna skillnad används för att ytterligare reducera mängden information inför kodningen.
Notera att MPEG standardiserar endast bitströmsformatet och dess avkodning. Kodningen är inte standardiserad, men det finns ramar hur dessa skall utformas.